# Сенегал на Светском првенству у атлетици на отвореном 2011.
Сенегал је учествовао на Светском првенству у атлетици на отвореном 2011. одржаном у Тегу од 27. августа до септембра, а представљале су га две атлетичарке који су се такмичиле у две дисциплине. , 
На овом првенству Сенегал није освојила ниједну медаљу, а остварен је један најбољи резултат сезоне.

## Учесници
Жене:
- Ndeye Fatou Soumah — 400 м
- Ами Сене — Бацање кладива

## Резултати

### Жене
| Атлетичарка        | Дисциплина     | Лични рекорд | Квалификације | Квалификације | Полуфинале | Полуфинале | Финале                | Финале       | Детаљи |
| Атлетичарка        | Дисциплина     | Лични рекорд | Резултат      | Место         | Резултат   | Место      | Резултат              | Место        | Детаљи |
| ------------------ | -------------- | ------------ | ------------- | ------------- | ---------- | ---------- | --------------------- | ------------ | ------ |
| Ndeye Fatou Soumah | 400 м          | 51,67        | 52,23         | 2. у гр. 2 КВ | 52,10      | 5. у гр. 2 | Нису се квалификовале | 16 / 35 (36) |        |
| Ами Сене           | бацање кладива | 68,45 НР     | 66,15 ЛРС     | 11. у гр. А   |            |            | Нису се квалификовале | 23 / 30      |        |